# Saint-Maixent-sur-Vie
Saint-Maixent-sur-Vie é uma comuna francesa na região administrativa da Pays de la Loire, no departamento de Vendéia. Estende-se por uma área de 10,71 km². Em 2010 a comuna tinha 1 106 habitantes (densidade: 103,3 hab./km²).